# The Marvelettes
The Marvelettes là một nhóm nhạc nữ người Mỹ đã nổi tiếng từ đầu đến giữa thập niên 1960. Họ bao gồm các bạn học Gladys Horton, Katherine Anderson, Georgeanna Tillman, Juanita Cowart (nay là Cowart Motley) và Georgia Dobbins, những người được thay thế bởi Wanda Young trước khi nhóm ký hợp đồng đầu tiên. Họ là nhóm nhạc thành công lớn đầu tiên của Motown Records sau the Miracles  và nhóm nhạc nữ thành công đáng kể đầu tiên sau khi phát hành đĩa đơn số một năm 1961, "Please Mr. Postman", một trong những đĩa đơn số một đầu tiên được ghi nhận bởi tất cả thành viên trong nhóm và là đĩa đơn đầu tiên của một nhóm thu âm của nhãn Motown.
Được thành lập vào năm 1960 trong khi các thành viên sáng lập của nhóm biểu diễn cùng nhau tại câu lạc bộ glee của họ tại trường trung học Inkster ở Inkster, Michigan, họ đã ký hợp đồng với nhãn Tamla của Motown vào năm 1961. Một số bản hit đầu tiên của nhóm được viết bởi các thành viên ban nhạc và một số nhạc sĩ, ca sĩ đang lên của Motown như Smokey Robinson và Marvin Gaye, người đã chơi trống trong phần lớn các bản thu âm đầu tiên của họ. Mặc dù có thành công ban đầu, nhóm vẫn bị lu mờ trong sự nổi tiếng của các nhóm như The Supreme, ban nhạc đã có một cuộc cạnh tranh khốc liệt với họ.
Tuy nhiên, họ đã có một sự trở lại lớn vào năm 1966 với "Don't Mess with Bill", cùng với một số hit khác. Họ phải vật lộn với các vấn đề quảng bá kém từ Motown, vấn đề sức khỏe và lạm dụng chất gây nghiện với Cowart, người đầu tiên rời đi vào năm 1963, tiếp theo là Georgeanna Tillman năm 1965, và Gladys Horton vào năm 1967. Nhóm đã ngừng biểu diễn cùng nhau vào năm 1969 và, sau khi phát hành The Return of the Marvelettes vào năm 1970 mà chỉ có Wanda Rogers, nhóm đã tan rã mãi mãi, với Rogers và Katherine Anderson rời khỏi ngành kinh doanh âm nhạc.
Nhóm đã nhận được một số danh hiệu, bao gồm cả việc được giới thiệu vào Đại sảnh Danh vọng của Nhóm Vocal, cũng như nhận Giải thưởng Tiên phong từ Quỹ Nhịp điệu và Blues. Năm 2005, hai trong số những bản thu thành công nhất của nhóm là " Please Mr. Postman " và "Don't Mess with Bill" đã kiếm được những đĩa đơn vàng bán được hàng triệu đô từ RIAA. Vào ngày 17 tháng 8 năm 2013, tại Cleveland, Ohio, tại Đại học bang Cleveland, The Marvelettes được giới thiệu vào nhóm đầu tiên của Đại sảnh vinh danh Âm nhạc Rhythm & Blues.